# Mozabitas

Homem mozabita

Os mozabitas (em árabe: بنو مزاب, translit. Banū Mizāb; em bérbere: ⴰⵜ ⴰⵖⵍⴰⵏ ou ⴰⵜ ⵎⵣⴰⴱ, translit. At Aɣlan ou At Mzab) são um povo bérbere nativo do Vale de M'zab, na Argélia.

## História
São tradicionalmente considerados descendentes de refugiados ibadis exilados de Tiaret após a tomada desta pelos fatímidas no século X, quando fundaram um domínio autônomo a sudoeste de Uargla. Em 1012, fugindo de novas perseguições, migraram para o Vale de M'zab, onde permaneceram completamente independentes até 1853, um ano após a captura de Laghouat pela França, quando passaram a pagar-lhe tributos. Em 1882, foram definitivamente anexados à Argélia francesa.
Há uma pequena comunidade de judeus mozabitas, provavelmente descendentes de mercadores enviados ao sul da Argélia no século XIV. Durante o domínio francês, os judeus mozabitas permaneceram se governando pelas leis tradicionais locais, enquanto os judeus do norte eram assimilados aos costumes europeus.

## Idioma
Seu idioma é o mozabita, dialeto zenati, mas o povo costuma ser fluente em árabe.